# Stylaster hattori
Stylaster hattori är en nässeldjursart som först beskrevs av Katsuyuki Eguchi 1968.  Stylaster hattori ingår i släktet Stylaster och familjen Stylasteridae. Inga underarter finns listade i Catalogue of Life.